# Ria Brieffies
Maria Petronella (Ria) Brieffies (Lutjebroek, 23 februari 1957 – Westerland, 20 juli 2009) was een Nederlandse zangeres, die in de jaren tachtig bekend werd als lid van de Dolly Dots.

## Levensloop
Ria Brieffies doorliep de huishoudschool en de mavo en volgde een opleiding tot doktersassistente. Daarnaast zong zij in diverse bands, waaronder The Vips. In 1979 werd zij door zangeres Angela Groothuizen getipt als lid van een nieuwe meidengroep. Deze groep, de Dolly Dots, groeide al snel uit tot een van Nederlands populairste popgroepen. Met het nummer Love Me Just A Little Bit More, waarin Brieffies de lead vocals voor haar rekening nam, stond de groep een week op nummer 1 in de Nederlandse Top 40.
Nadat de Dolly Dots in 1988 uit elkaar gingen, zette Brieffies haar zangcarrière voort als solo-zangeres. In 1989 bracht zij een duet uit met zanger Glenn Medeiros. In 1990 bracht ze nog twee singles uit, Again and Again en Love Triangle, die echter geen hits werden. Later trad ze op met haar eigen jazzband, het Ria Brieffies Kwintet.
In de jaren negentig van de twintigste eeuw keerde Brieffies de showbizz de rug toe. In 2001 behaalde Brieffies haar vakdiploma voetverzorging/pedicure en tot zij eind 2008 ziek werd, runde ze een voetverzorgingspraktijk in Hippolytushoef.
In 2007 maakte Brieffies met de Dolly Dots een comeback. De groep stond drie dagen in een uitverkocht Rotterdam Ahoy. In 2008 traden de Dolly Dots opnieuw op in the Goodbye for Now-tour.
Op 13 november 2008 werd bekend dat Brieffies ongeneeslijk ziek was (longkanker). Zij overleed op 20 juli 2009 op 52-jarige leeftijd. Ze was getrouwd en had twee kinderen.
Kort na het overlijden van Brieffies maakten de overige vijf Dots bekend nooit meer als Dolly Dots te zullen optreden. Zij plaatsten een rouwadvertentie met handgeschreven tekst die hun liefde voor, en band met haar uitdrukt:
Zes Meisjes
Zes Vrouwen
Zusjes voor Altijd
Zeven jaar later gaven de dames bij Toppers in concert 2016 echter een gastoptreden.

## Discografie

### Singles
| Single met eventuele hitnotering(en) in de Nederlandse Top 40 | Datum van verschijnen | Datum van binnenkomst | Hoogste positie | Aantal weken | Opmerkingen                                                |
| ------------------------------------------------------------- | --------------------- | --------------------- | --------------- | ------------ | ---------------------------------------------------------- |
| Love always finds a reason                                    | 1989                  | 18-02-1989            | 14              | 6            | als Ria / met Glenn Medeiros / Nr. 12 in de Single Top 100 |

| Single met hitnotering(en) in de Vlaamse Ultratop 50 | Datum van verschijnen | Datum van binnenkomst | Hoogste positie | Aantal weken | Opmerkingen                                                |
| ---------------------------------------------------- | --------------------- | --------------------- | --------------- | ------------ | ---------------------------------------------------------- |
| Love always finds a reason                           | 1989                  | 18-02-1989            | 31              | 2            | als Ria / met Glenn Medeiros / Nr. 26 in de Radio 2 Top 30 |